# Virginian (schip, 1905)
De Virginian (1904-1920), nadien bekend onder de namen Drottningholm (1920-1946), Brasil (1946-1951) en Homeland (1951-1955), was een passagiersschip van de rederij Allan Line en zusterschip van de RMS Victorian. Het schip voer op de lijn Liverpool - Montreal. De Virginian zette een nieuw record op deze lijn met Cape Race - Moville in 4 dagen en 4 uur.
Het waren de eerste schepen die uitgerust werden met de stoomturbines van Charles Parsons, net voor de Carmania van Cunard Line. Doordat deze schepen geen aan deze stoomturbines aangepast profiel hadden waren er trillingen en rolde het schip.

## Calamiteiten
Het schip liep aan de grond in september 1905 te Cape St. Charles, St. Lawrence door slecht zicht te wijten aan een bosbrand.
In de  nacht van 14 op 15 april 1912 reageerde het schip op de noodkreet van de Titanic maar hoorde van de Carpathia dat het 58 mijl van de ramp was en vervolgde daarna haar weg.
Op 28 mei 1914 botsten de Canadese Empress of Ireland met het kolenschip Storstad waardoor de Empress zonk en de Virginian gecharterd werd om deze lijn te blijven voorzien. Door de Eerste Wereldoorlog duurde dit echter niet lang.

## Eerste Wereldoorlog
In augustus 1914 werd de Virginian gevorderd door de Britse regering en deed dienst als kruiser. In de laatste dagen van de oorlog werd het schip geraakt door een torpedo waardoor het begon te zinken. De kapitein liet het schip stranden op de Ierse kust waardoor het weer vlot getrokken kon worden. Het werd naar Glasgow gesleept voor herstel. Gedurende de oorlog werd Allan Line overgenomen door de Canadian Pacific Railroad Co. en kreeg deze ook Duitse schepen als schadeloosstelling. De Duitse schepen waren in een betere staat en waardoor de Virginian buiten gebruik raakte.

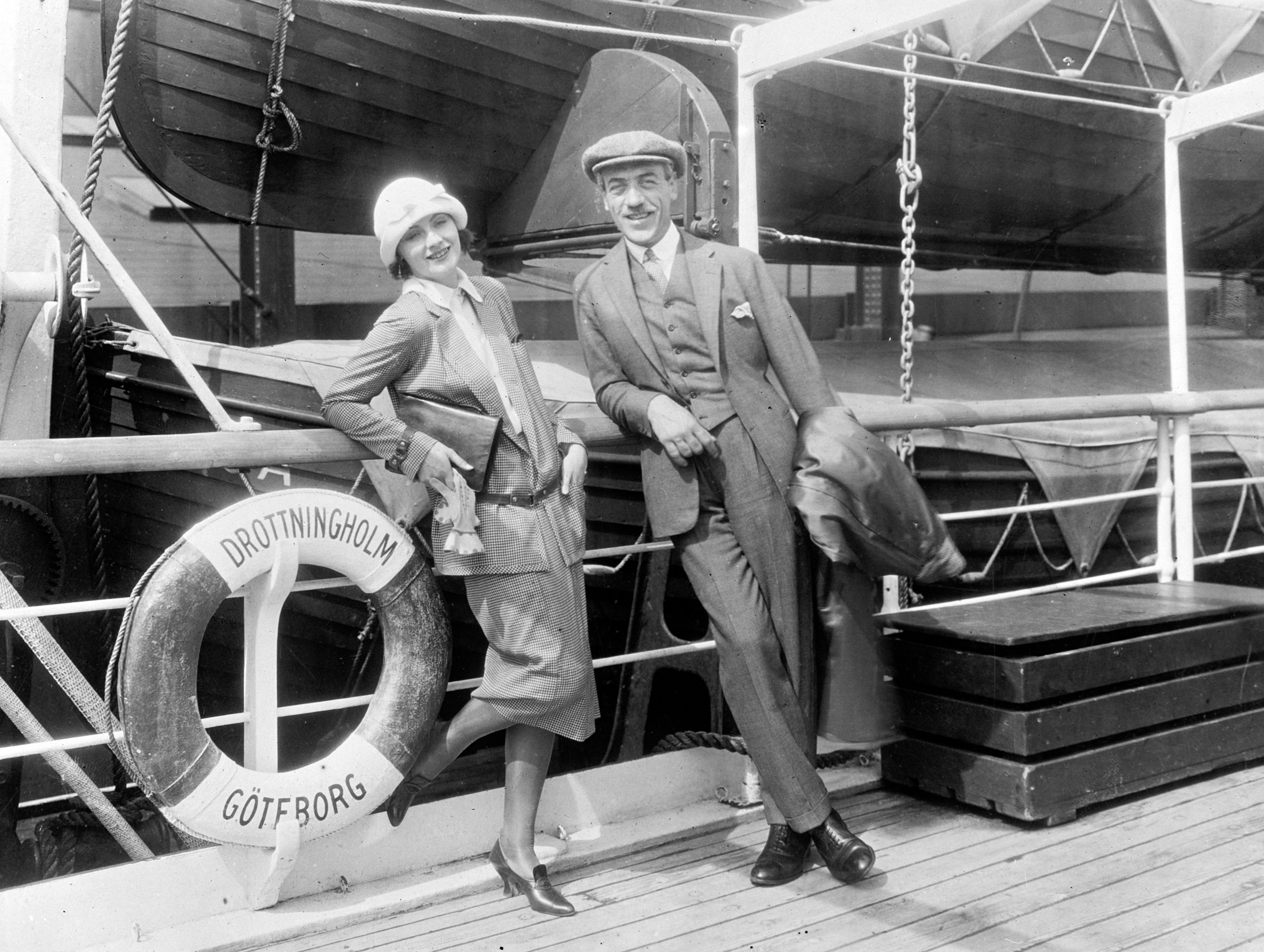
Greta Garbo en Mauritz Stiller aan boord van de Drottningholm, 1925

Het schip werd in februari 1920 verkocht aan het Zweedse Swedish American Line en werd herdoopt tot Drottningholm. Het schip werd ingezet op de route Göteborg-New York. Het schip werd in 1922 nogmaals verbouwd om het rollen en trillen tegen te gaan. Dit hielp niet en "Rollingholm" bleef de bijnaam van het schip
Op het einde van haar carrière was de migrantenstroom richting Amerika verminderd en werd het schip eerder voor luxe-reizen gebruikt om Amerikanen eens terug naar Zweden te brengen.

## Tweede Wereldoorlog
Hoewel Zweden neutraal bleef in de Tweede Wereldoorlog en er geen Zweedse schepen werden ingezet werden er twee Zweedse schepen gebruikt door het Rode Kruis als hospitaalschepen, de Drottningholm en de Gripsholm II. De schepen deden dienst van 1940 tot 1946 en vervoerden in totaal 25.000 gewonden.

## Laatste jaren
Na de oorlog werd het schip wegens zijn ouderdom (43 jaar) verkocht aan Home Lines onder de nieuwe naam Brasil. Het schip werd ingezet tot midden 1951 op de lijn Genua - Rio de Janeiro.
In 1951 werd het schip verbouwd en onder de naam Homeland ingezet op de lijn Hamburg - Southampton - Halifax - New York. Vanaf 1953 werd het schip verplaatst naar de lijn Genua - Napels - Barcelona - New York om uiteindelijk in 1955 uit dienst te gaan. Het werd gesloopt door de firma Sidarma te Triëst.